# What a Wonderful World
"What a Wonderful World" é uma canção escrita por Bob Thiele e George David Weiss. Foi gravada pela primeira vez na voz de Louis Armstrong e lançada como compacto em 1967. A intenção era que a música servisse como antídoto ao carregado clima racial e político nos Estados Unidos (foi escrita especialmente para Armstrong e o atraiu), a canção detalha o deleite do cantor pelas coisas simples do dia-a-dia. A música mantém, também, um tom esperançoso e otimista em relação ao futuro, incluindo uma referência aos bebês que nascem no mundo e terão muito para ver e aprender.
Esta canção, inicialmente, não obteve êxito nos Estados Unidos, onde vendeu menos de 1000 cópias[carece de fontes?], mas foi um grande sucesso no Reino Unido, onde foi uma campeã de vendas em 1968.
Em 1987, a gravação original de Louis Armstrong de 1968 foi apresentada no filme Good Morning, Vietnam, e foi re-lançada como single, alcançando a posição número 32 na Billboard Hot 100 em abril daquele ano.
O vocalista dos Ramones, Joey Ramone gravou um cover dessa canção em um de seus álbuns solo.
O cantor Israel Kamakawiwo'ole, na canção "Somewhere over the Rainbow/What a Wonderful World", apresenta um cover feito apenas com a sua voz e o seu ukulele.
A vocalista do The Kills e do The Dead Weather, Alison Mosshart também gravou um cover que foi usada como trilha sonora da abertura da série Sons of Anarchy.
Em 2015, o cantor Tiago Iorc também gravou um cover para servir como tema de abertura da novela Sete Vidas.
Em 2009, a banda de Rock The Clarks gravou a musica no seu Álbum: Restless Days.

## Desempenho nas paradas musicais
| Parada musical (1968)          | Melhor posição |
| ------------------------------ | -------------- |
| Austrália - ARIA Charts        | 1              |
| Países Baixos - MegaCharts     | 5              |
| Noruega - Norway Singles Chart | 6              |
| Suíça - Schweizer Hitparade    | 7              |
| Áustria - Ö3 Austria Top 40    | 1              |
| Nova Zelândia - RIANZ          | 8              |